# Notenwender

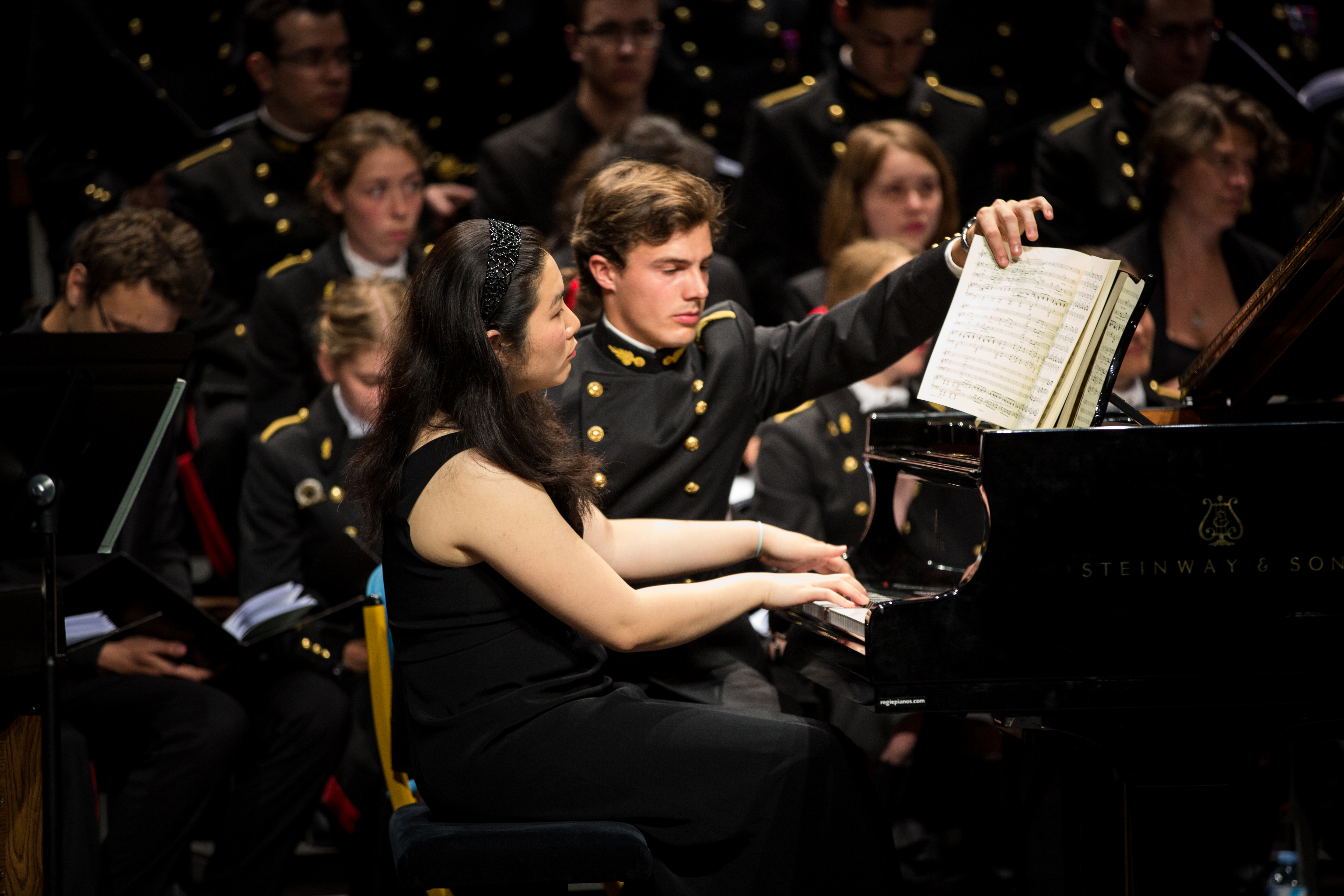
Notenwender bei einem Chorkonzert mit Klavierbegleitung

Ein Notenwender, (Noten-)Umblätterer oder Seitenumblätterer ist ein Assistent eines Musikers. Seine Aufgabe besteht darin, die Notenblätter gemäß dem Ablauf der gespielten Musik rechtzeitig und rasch umzublättern.

## Tätigkeit

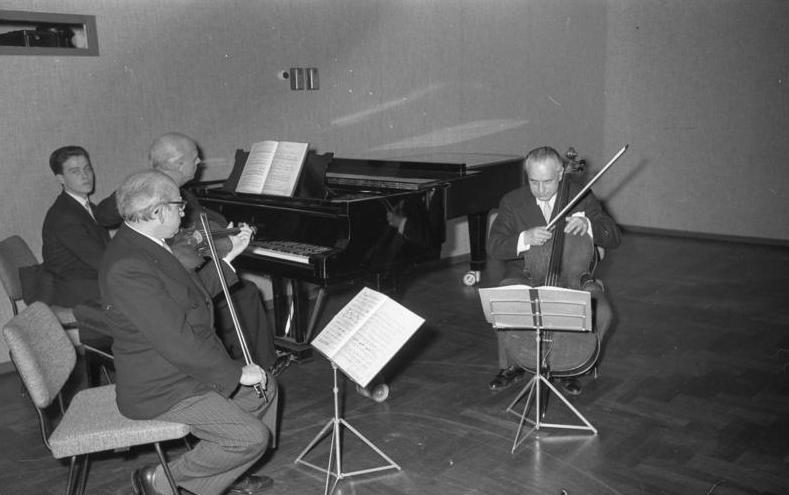
Ein Klaviertrio mit Notenwender (hinten links)

Eine zweite Person für das Notenwenden wird erforderlich, wenn ein Musiker keine Hand zum Umblättern frei hat und sein Spiel sonst unterbrechen müsste. Üblich sind Notenwender beim Spielen auf Tasteninstrumenten, da die Notation in zwei Systemen häufige Seitenwechsel erfordert und der Musiker beide Hände an der Tastatur und damit weit vom Notenpult entfernt braucht. Der Notenwender sitzt dabei im Konzert stets vom Publikum abgewandt, das heißt zwischen dem Musiker und der Hinterbühne. Notenwender stehen aus praktischen Gründen zum Umblättern auf.
Häufig sind Notenwender dabei besonders in Gattungen, in denen eine auswendige Darbietung unüblich ist, vor allem in der Kammermusik. An der Orgel übernimmt der Registrant neben dem Ziehen und Abstoßen der Register die Aufgabe des Notenwenders.
Alternativ kann der Musiker auswendig spielen oder selbst umblättern. Im Notensatz werden Noten nach Möglichkeit so eingerichtet, dass am Ende einer Seite eine Pause steht, während der der Musiker oder eben der Notenwender umblättern kann, insbesondere bei Orchesterstimmen. Je schneller das Tempo eines Musikstückes ist und je weniger Pausen es enthält, umso mehr wird ein Notenwender benötigt.
Ein Notenwender benötigt fortgeschrittene Musikkenntnisse, da er der gespielten Musik und den Noten folgen, den Ablauf (insbesondere Wiederholungen, bei denen man zurückblättern muss) kennen und kurze Signale des Musikers verstehen können muss, um so rechtzeitig die Seite umblättern zu können. Notenwender sind jedoch in aller Regel nicht fest an einem Konzerthaus oder bei einem Konzertveranstalter angestellt, sondern nebenberuflich auf Honorarbasis tätig. Gelegentlich sind es auch Musikschüler oder -studenten während der semesterfreien Zeit. Oft handelt es sich um Freunde oder Bekannte des Instrumentalisten, die dies als Gefälligkeit tun. Im professionellen Musikbetrieb sind für das Notenwenden feste Honorarsätze vorgesehen.

## Bekannte Beispiele und künstlerische Rezeption
Ignaz von Seyfried hatte als Notenwender bei der Uraufführung des dritten Klavierkonzerts Ludwig van Beethovens Schwierigkeiten, da Beethovens Noten nur aus „fast lauter leere[n] Blätter[n]“ und „mir rein unverständliche[n] egyptische[n] Hieroglyphen“ bestanden. Die Musik für 6 Instrumente und einen Umwender von Paul Hindemith ist dagegen verschollen. In Charles Ives’ zweiter Sonate für Violine und Klavier muss der Notenwender für beide Musiker umblättern und spielt am Ende des Satzes In the Barn selbst auf den tiefen Tasten des Klaviers mit. In der Parodie Liebeslieder Polkas für Chor und Klavier fünfhändig von P. D. Q. Bach (alias Peter Schickele) sind dem Notenwender, der sich um die beiden Hauptpianisten herum bewegt, zusätzlich zum Blättern kleine pianistische Aufgaben zugedacht.
Der Film Das Mädchen, das die Seiten umblättert handelt von einer Pianistin und ihrer Notenwenderin. Bei dem Violinisten und Dirigenten Aleksey Igudesman wird das Notenwenden gelegentlich satirisch eingesetzt.
In Folge 114 der Krimiserie SOKO Leipzig steht eine Notenwenderin im Mittelpunkt der Handlung.

## Mechanisierung
Im 19. Jahrhundert gab es Versuche, die Noten mittels technischer Apparate umzublättern. Einen weiteren mechanischen Notenwender brachten 2003 zwei Düsseldorfer Jungunternehmer auf den Markt.
Es gibt spezielle Computerprogramme, die die angezeigte Seite automatisch wechseln oder über ein Pedal gesteuert werden. Eine solche Technik verwendeten die Bamberger Symphoniker ab dem Jahr 2000, schafften sie aber bald darauf wieder ab. Seit dem Aufkommen der Tabletcomputer sind digitale Notenblätter häufiger anzutreffen. Zum Blättern auf eine neue Notenseite kommt hier ein Fußtaster zum Einsatz.